# NGC 2017
NGC 2017 é um asterismo na direção da constelação de Lepus. O objeto foi descoberto pelo astrônomo John Herschel em 1835, usando um telescópio refletor com abertura de 18,6 polegadas. 